# Frederiksværk-Hundested község
Frederiksværk-Hundested község (dánul: Frederiksværk-Hundested Kommune) Dánia 98 községének (kommune, helyi önkormányzattal rendelkező közigazgatási egység) egyike. A Hovedstaden régióban található. Frederiksværk-Hundested község Frederikssund, Gribskov és Hillerød községekkel határos. Lakosainak száma 31 049 fő (2016).